# (4170) Semmelweis
(4170) Semmelweis est un astéroïde de la ceinture principale.

## Description
(4170) Semmelweis est un astéroïde de la ceinture principale. Il fut découvert le 6 août 1980 à l'Observatoire Kleť par Zdeňka Vávrová. Il fut nommé en honneur de Ignace Philippe Semmelweis. Il présente une orbite caractérisée par un demi-grand axe de 3,03 UA, une excentricité de 0,08 et une inclinaison de 10,4° par rapport à l'écliptique.

## Compléments